# 浅田飴
株式会社浅田飴（あさだあめ、ASADAAME CO., LTD.）は東京都千代田区にある製薬会社。
同名ののど薬を製造・販売している。

## 株式会社浅田飴

### 概要
主力商品ののど薬「浅田飴」の他、医薬品、甘味料、健康食品の製造販売を行っている。かつては、会社創立者の堀内伊太郎の名をとり堀内伊太郎商店という社名だったが、1994年にCIを導入、株式会社浅田飴と改称した。

### 沿革
- 1887年 - 堀内伊三郎が東京市神田区富山町で、宮内省侍医浅田宗伯処方の「御薬さらし水飴」を創製発売。
- 1889年 - 初代堀内伊太郎が「御薬さらし水飴」を「浅田飴」と改称。
- 1944年 - 企業整備令により東都製薬株式会社へ改組。二代堀内伊太郎が社長に就任。
- 1947年 - 株式会社堀内伊太郎商店を設立。二代堀内伊太郎が社長に就任。
- 1952年 - 一般用医薬品の製造に進出。
- 1960年 - 三代目堀内伊太郎が社長に就任。
- 1968年 - 医療用医薬品の製造に進出。
- 1972年 - 堀内恵美子が社長に就任。
- 1973年 - 甘味料の製造発売を開始。
- 1991年 - 堀内滋彦が社長に就任。
- 1994年 - 株式会社浅田飴に社名変更。
- 2003年 - 堀内邦彦が社長に就任。

### 事業所
本社
- 東京都千代田区鍛冶町2-6-1

本社分室
- 東京都豊島区南長崎3-1-5

村山工場
- 東京都東村山市久米川町5-29-7

入間配送センター
- 埼玉県入間市宮寺4029-1

大阪営業所
- 大阪府吹田市江坂町1-14-33

### 製品群
- 浅田飴（#浅田飴（のど薬）参照）
- 一般用医薬品
  - 鼻炎チュアブルM（販売終了）【第2類医薬品】
  - 去痰CB錠【第2類医薬品】
  - スリムノール（販売終了）【第3類医薬品】
  - おやすみーな（販売終了）【第2類医薬品】
- 甘味料
  - シュガーカットS
  - シュガーカット（販売終了）
  - シュガーカットスティックタイプ（販売終了） - コーヒー・紅茶・携帯に便利なスティックタイプ。「シュガーカット」の主原料・還元麦芽糖水飴の粉末化により製品化に成功した。
  - シュガーカット顆粒（販売終了）
  - シュガーカットゼロ
  - シュガーカットゼロ顆粒 - 「シュガーカット顆粒ゼロ」（食料品店向け）と「エリスリム」（薬局薬店向け）を一本化
  - シュガーカット顆粒ゼロ（販売終了） - 「エリスリム」の食料品店向け製品
  - シュガーカットゼロシロップ（販売終了） - エリスリトールを主原料とした、カロリーゼロ設計・ポーションタイプのガムシロップ。「シュガーカットゼロ」へ機能統合
  - エリスリム（販売完了） - エリスリトールを主原料とした、カロリーゼロ設計の甘味料。発売当初は食料品店でも販売されたが、後に薬局薬店向けのみとなった。
  - シュガースリム（販売完了）
  - ためしてダイエット　シュガー（販売終了）
  - ためしてダイエット　黒糖（販売終了）
  - Dietオリゴ（販売終了） - 「ためしてダイエット　オリゴ」の改良品で、「シュガーカット」の姉妹品。カロリー60％カット（同じ甘さの砂糖比）。
  - シュガット（販売終了） - コーヒー・紅茶などお飲み物に最適な顆粒タイプ。D-ソルビット製剤。携帯に便利なスティックタイプ（発売当初は分包）もラインナップされていた。薬局・薬店用320gボトルには、営業用として使用する際の使用基準が記されていた。
- 健康食品
  - はなのどホットDEスー
  - しょうが湯（販売終了）
  - 甜茶湯（販売終了）
  - はなのど飴 - 「鼻のど飴」を改称
  - ためしてダイエット〈ブルーベリー味〉（販売終了）
  - ためしてダイエット〈レモン味〉（販売終了）
  - ためしてダイエット〈パイナップル味〉（販売終了）
  - カルシウム・鉄キャンデー（販売終了）
  - ビタミンE・Cキャンデー（販売終了）
  - アガリクスのど飴（販売終了）
  - イチョウ葉のど飴（販売終了）
  - CoQ10顆粒（販売終了）
  - 浅田飴リポ酸+カルニチン+CoQ10（販売終了）
  - ソルトカット（販売終了）

## 浅田飴（のど薬）

### 概要（のど薬）
浅田飴の名称は、宮内省の侍医で漢方医の浅田宗伯による処方であることから、浅田の名をとったものといわれている（会社創立者の堀内伊三郎は浅田のもとで学んでいた）。当初は水飴タイプとして発売されたが携帯に不便だったため、1915年（大正4年）にキャラメル状の固形タイプの浅田飴を考案。11年後の1926年（大正15年）に現在の碁石の形をした固形タイプの浅田飴が完成する。1962年（昭和37年）には生活が洋風化してきたのに伴い、ニッキ味のほかにクール味を発売。さらに1986年（昭和61年）にはパッション味も加わった。2003年（平成15年）には固形浅田飴のシュガーレス化に成功。浅田飴発売当初からのキャッチコピーは「良薬にして口に甘し。」。また、「せき・こえ・のどに浅田飴」のキャッチコピーでも広くその名を知られている。なお、明治から昭和初期にかけては「たん・せきに浅田飴 空腹にめし」のキャッチコピーが使われていた。

### 製品群（のど薬）
医薬品
- 固形浅田飴クールS【指定第2類医薬品】
- 固形浅田飴ニッキS【指定第2類医薬品】
- 固形浅田飴パッションS【指定第2類医薬品】
- 浅田飴せきどめ〈オレンジ味〉【指定第2類医薬品】
- 浅田飴せきどめCL〈クールレモン味〉【指定第2類医薬品】
- 浅田飴 ドラえもんこどもせきどめ〈ぶどう味〉【指定第2類医薬品】
- 浅田飴 ドラえもんこどもせきどめ〈いちご味〉【指定第2類医薬品】
- 浅田飴せきどめドロップLE〈レモン味〉【指定第2類医薬品】
- 浅田飴せきどめドロップGA〈青りんご味〉【指定第2類医薬品】
- 浅田飴せきどめドロップOG〈オレンジ味〉【指定第2類医薬品】
- 浅田飴せきどめドロップSD〈サイダー味〉【指定第2類医薬品】
- 浅田飴AZうがい薬【第3類医薬品】
- 浅田飴のどクールスプレー【第3類医薬品】
- 浅田飴AZのどスプレーS【第3類医薬品】

医薬部外品
- 浅田飴薬用のど飴C（クール）【指定医薬部外品】
- 浅田飴薬用のど飴N（ニッキ）【指定医薬部外品】
- 浅田飴糖衣R（赤玉林檎）【指定医薬部外品】 - パッケージには中村佑介による若い女性のイラストが描かれている。
- 浅田飴糖衣L（檸檬）【指定医薬部外品】 - 同上。
- 浅田飴糖衣P（白桃）【指定医薬部外品】 - 同上。
- 浅田飴ガードドロップ（アセロラ味）【指定医薬部外品】
- 浅田飴ガードドロップ（ブルーミント味）【指定医薬部外品】
- 浅田飴ガードドロップ（青リンゴ味）【指定医薬部外品】
- 浅田飴ガードドロップ（グレープフルーツ味）【指定医薬部外品】
- 浅田飴ガードドロップ（マンゴー味）【指定医薬部外品】

製造終了品
- 浅田飴 水飴【指定第2類医薬品】
- 浅田飴せきどめシロップ【指定第2類医薬品】
- 浅田飴薬用のど飴K（カリン）【指定医薬部外品】
- 浅田飴ガードポケット（スプレー式清涼剤）【指定医薬部外品】
- 浅田飴ガードジェル（手洗いジェル）【指定医薬部外品】
- 實効散（風邪薬）
- エルシップス（湿布薬）

### コラボ製品
- あ、さだ飴（浅田飴薬用のど飴K）
  - かつて浅田飴のCMを担当した永六輔と親交のあったさだまさしの呼びかけによりコラボ。さだのコンサート会場限定で販売されている[2]。
- 戦うのどに浅田飴（浅田飴ガードドロップ・ブルーミント味）
  - Jリーグ・大分トリニータのサポーターとのTwitterでの交流がきっかけとなりコラボ。詳細はこちらを参照。
- #声炎に浅田飴（浅田飴ガードドロップ・アセロラ味）
  - 2019年4月14日にB.LEAGUE・千葉ジェッツふなばしの試合会場で同社製品を配布したことがきっかけとなりコラボ[3]。

## イメージキャラクター
- 日色ともゑ
- 永六輔 - 一度、広告に「咳・声・喉に永六輔」とわざと書かれたこともある。
- 黒柳徹子 ※ 広川太一郎、かまやつひろしらと共演バージョンあり
- 広川太一郎 ※ 黒柳徹子と共演
- かまやつひろし ※ 黒柳徹子と共演
- 菅原洋一
- 桃井かおり
- 坂口良子
- 渡辺典子
- 仙道敦子
- 山﨑努
- 安田成美
- 南野陽子
- 遠野舞子
- 鈴木京香
- 大藤真紀
- 坂下千里子

以下、TBSラジオ『たまむすび』金曜日にて2018年4月より開始された浅田飴提供コーナー「たまむすびTOKYOもん」開始時に流れるCMの出演者。
- 永麻理 [注釈 2]
- さだまさし

## 提供番組

### 日本テレビ系列
- スター誕生![注釈 3]
- ザ・ワイド - よみうりテレビ協同制作
- 今はバラ色が好き - よみうりテレビ制作
- THE・恋ピューター - よみうりテレビ制作[注釈 4]
- スター爆笑Q&A（よみうりテレビ制作）
- 火曜サスペンス劇場[注釈 5]
- 2時のワイドショー - よみうりテレビ制作[注釈 6]
- 意地悪ばあさん（ドラマ第1作） - よみうりテレビ制作
- タイガーマスク - よみうりテレビ制作
- よみうりテレビ・日本テレビ系日曜19:30枠テレビ番組
  - ルパン三世 - 第1作
  - 超人バロム・1
  - マドモアゼル通り
  - 買ッテ来ルゾト勇マシク
  - 侍ジャイアンツ
  - 宇宙戦艦ヤマト
- シティーハンター - よみうりテレビ制作[注釈 7]
- 遠くへ行きたい - 読売テレビ制作[注釈 8]
- ダウンタウンDX - 読売テレビ制作

### その他テレビ局
- 突撃HOTスタジオ! - TBSテレビ系
- 中村敦夫の地球発22時 - TBS・毎日放送系
- 唄子・啓助のおもろい夫婦 - フジテレビ・関西テレビ系[注釈 9]
- 木枯し紋次郎 - フジテレビ系
- オレたちひょうきん族 - フジテレビ系。1980年代後半から担当した
- タイムショック21 - テレビ朝日系、2000年秋の開始時から担当した
- ドラえもん - テレビ朝日系
- 月曜ワイド劇場　- テレビ朝日系
- 年忘れにっぽんの歌 - テレビ東京系
- スーパーステージ - テレビ東京系
- おはスタ - テレビ東京系[注釈 10]

### ラジオ
- 南野陽子 ナンノこれしきっ!（ニッポン放送、1990年）